# 徐次农
徐次农，中华人民共和国政治人物、外交官。
1993年，接替曹元欣，担任中华人民共和国驻利比里亚大使。1994年，由谢志衡接任。